# Route de Ledo
Pour les articles homonymes, voir Ledo (homonymie).

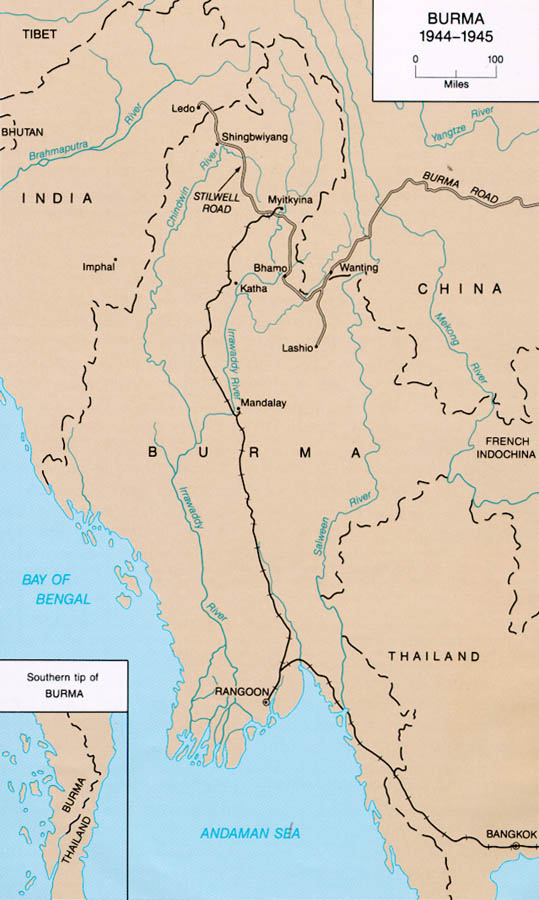
La route de Birmanie et la route de Ledo en janvier 1945.

La route de Ledo (ou route Stilwell) est une route qui relie Ledo en Inde à Kunming en Chine, en passant par la Birmanie. Elle emprunte sur une large partie de son parcours Est, la route de Birmanie. Elle a été créée durant la Seconde Guerre mondiale par les Alliés, pour compléter la route de Birmanie qui était tenue par l'empire du Japon. Environ 50 000 Américains ont été employés pour construire cette route.
La route de Ledo passe par le col de Pangsau qui sépare la Birmanie de l'Inde.